# Nesopelops intermedius
Nesopelops intermedius är en kvalsterart som beskrevs av Hammer 1979. Nesopelops intermedius ingår i släktet Nesopelops och familjen Phenopelopidae. Inga underarter finns listade i Catalogue of Life.